# Liste des gratte-ciel de Milan

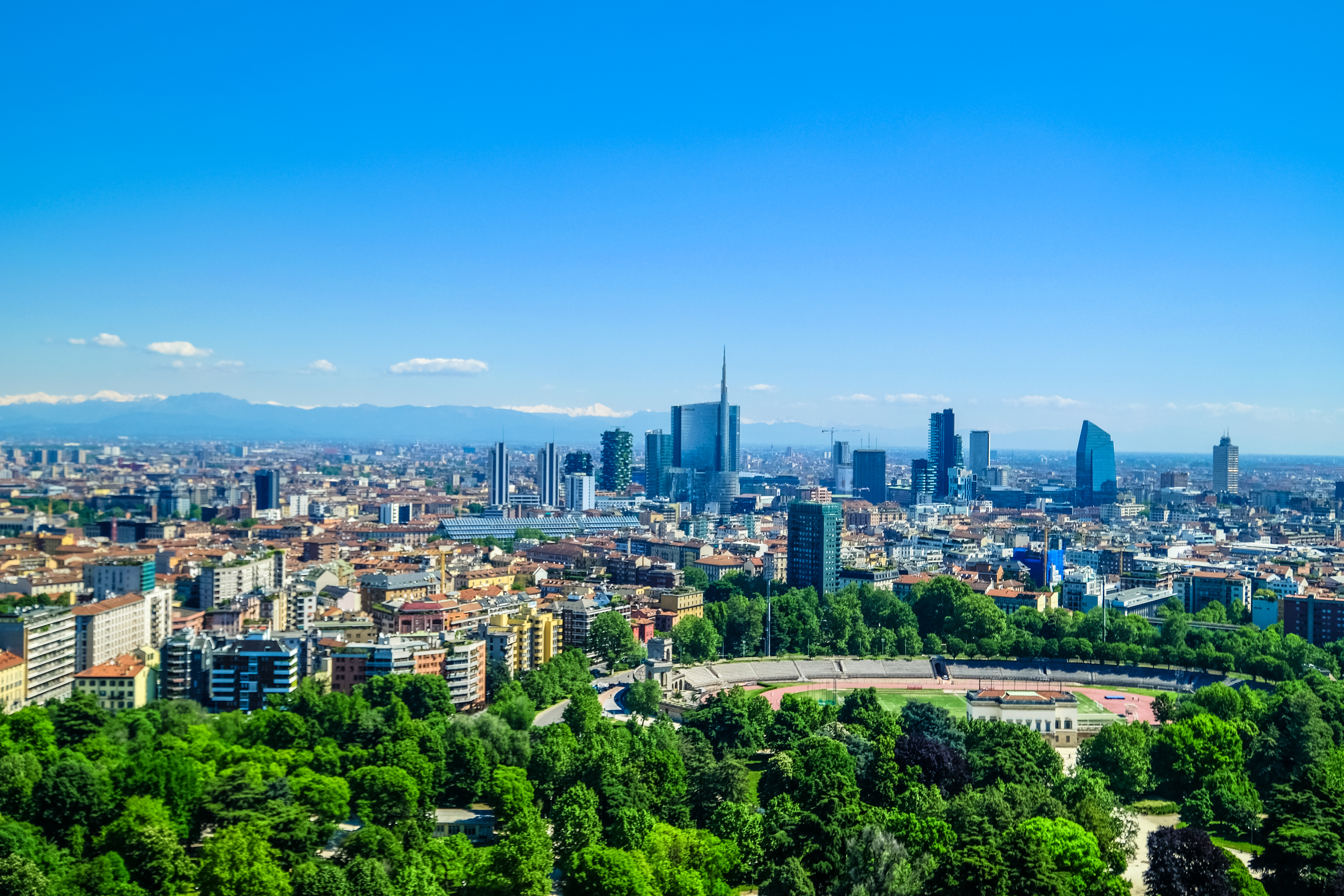
Panorama urbain de Milan

Milan est la ville italienne avec le plus de gratte-ciel. Depuis la construction en 1954 de la tour Breda, le premier bâtiment à dépasser en hauteur le Dôme, Milan a vu la naissance d'un nombre croissant de gratte-ciel.
En septembre 2020 la liste des 13 immeubles les plus hauts d'après Emporis est la suivante :
| Rang | Nom                      | Hauteur | Étages | Année |
| ---- | ------------------------ | ------- | ------ | ----- |
| 1    | Tour UniCredit           | 231 m   | 33     | 2012  |
| 2    | Tour Allianz             | 209 m   | 50     | 2015  |
| 3    | Tour Generali            | 177 m   | 44     | 2017  |
| 4    | Tour Libeskind           | 175 m   | 28     | 2020  |
| 5    | Palazzo Lombardia        | 161 m   | 39     | 2010  |
| 6    | Tour Solaria             | 143 m   | 37     | 2013  |
| 7    | Tour Diamante            | 140 m   | 31     | 2012  |
| 7    | Tour Pirelli             | 127 m   | 32     | 1958  |
| 9    | Tour Gioia 22            | 121 m   | 26     | 2021  |
| 10   | Tour Breda               | 116 m   | 30     | 1954  |
| 11   | Bosco Verticale - Tour E | 110 m   | 24     | 2014  |
| 12   | Tour Velasca             | 106 m   | 26     | 1958  |
| 13   | Tour Galfa               | 102 m   | 28     | 1959  |
| 14   | Tour Garibaldi A         | 100 m   | 25     | 1992  |
| 15   | Tour Garibaldi B         | 100 m   | 25     | 1992  |
| 16   | Tour Unicredit B         | 100 m   | 23     | 2012  |

## Gratte-ciel en construction
| Rang | Nom                  | Hauteur | Étages | Année |
| ---- | -------------------- | ------- | ------ | ----- |
| 1    | Tour A2A             | 144 m   | 28     | 2026  |
| 2    | CityWave             | 111 m   | 21     | 2025  |
| 3    | I Portali - Tour Est | 104 m   | 20     | 2025  |
| 4    | Thetris              | 100 m   | 21     | 2025  |
| 5    | MI.C                 | 94 m    | 22     | 2026  |